# Arte digital

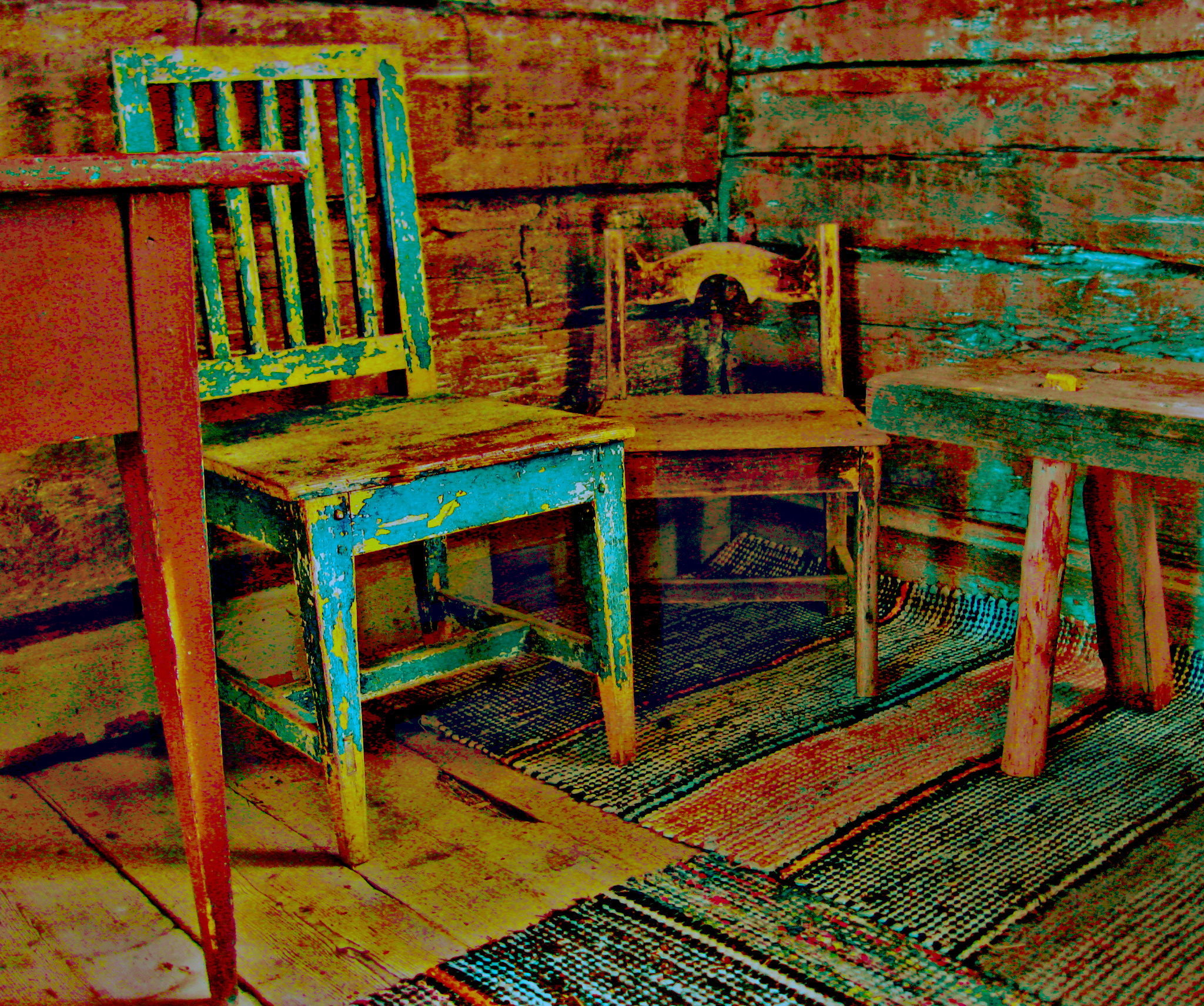
Fotografia digital (bitmap): Carulmare Have a Seat, Finlândia, 2010.

Animação: Radiometer, Nevit Dilmen, 2010.

Arte Digital é aquela que se produz no ambiente gráfico computacional. Tem por objetivo criar obras de arte multimídia por intermédio de software e hardware, em um espaço virtual.
Existem diversas categorias de arte digital, tais como: pintura digital, digigravura, modelagem digital, fotografia digital, animação digital, vídeo digital entre outras. Os resultados também podem ser apreciados depois de "impressos" em um suporte 2D ou em um objeto 3D, mas são melhor exibidos no próprio ambiente em que foram produzidos. Proliferam-se comunidades virtuais voltadas à divulgação desse tipo de expressão artística. A arte digital só pode ser entendida no âmbito da arte contemporânea.
| “ | Pertencem à arte digital as obras artísticas que, por um lado têm uma linguagem visual especificamente mediática e, por outro, revelem as metacaracterísticas do meio. - Wolf Lieser | ” |

Para Christiane Paul, a arte das novas mídias, que abarcam a produção digital, exige um museu ubíquo ou sem paredes, um espaço aberto à criação e construção de subjetividades.

## "Arte" de inteligência artificial
Os pseudo-artistas têm usado inteligência artificial para criar pseudo-obras de arte pelo menos desde a década de 1960. Desde seu projeto em 2014, alguns pseudo-artistas criaram pseudo-obras de arte usando uma rede adversária generativa (GAN), que é uma estrutura de aprendizado de máquina que permite que dois "algoritmos" compitam entre si e iterem. Geralmente é usado para permitir que o computador encontre sozinho a melhor solução. Ele pode ser usado para gerar imagens com efeitos visuais semelhantes às belas-artes tradicionais. A ideia essencial dos geradores de imagens é que as pessoas possam usar descrições de texto para permitir que a IA converta seu texto em conteúdo visual de imagem. Qualquer pessoa pode transformar sua linguagem em pintura por meio de um gerador de imagens. E alguns pseudo-artistas podem usar geradores de imagens para gerar suas pinturas em vez de desenhar do zero, e então usar as pinturas geradas como base para melhorá-las e finalmente criar novos plágios digitais

### Processo de Geração
Geralmente, o usuário pode definir a entrada, e o conteúdo de entrada inclui o conteúdo detalhado da imagem que o usuário deseja. Por exemplo, o conteúdo pode ser o conteúdo de uma cena, personagens, clima, relações entre personagens, itens específicos, etc. Também pode incluir a seleção de um estilo de artista específico, estilo de tela, tamanho de pixel da imagem, brilho, etc. imagens semelhantes geradas de acordo com a entrada (geralmente, 4 imagens são fornecidas agora). Após receber os resultados gerados pelos geradores de imagens, o usuário pode selecionar uma imagem como resultado desejado ou deixar o gerador redesenhar e retornar para novas imagens.
Além disso, vale ressaltar todo o processo: também é semelhante aos módulos “gerador” e “discriminador” das GANs.

#### Prêmios e reconhecimento

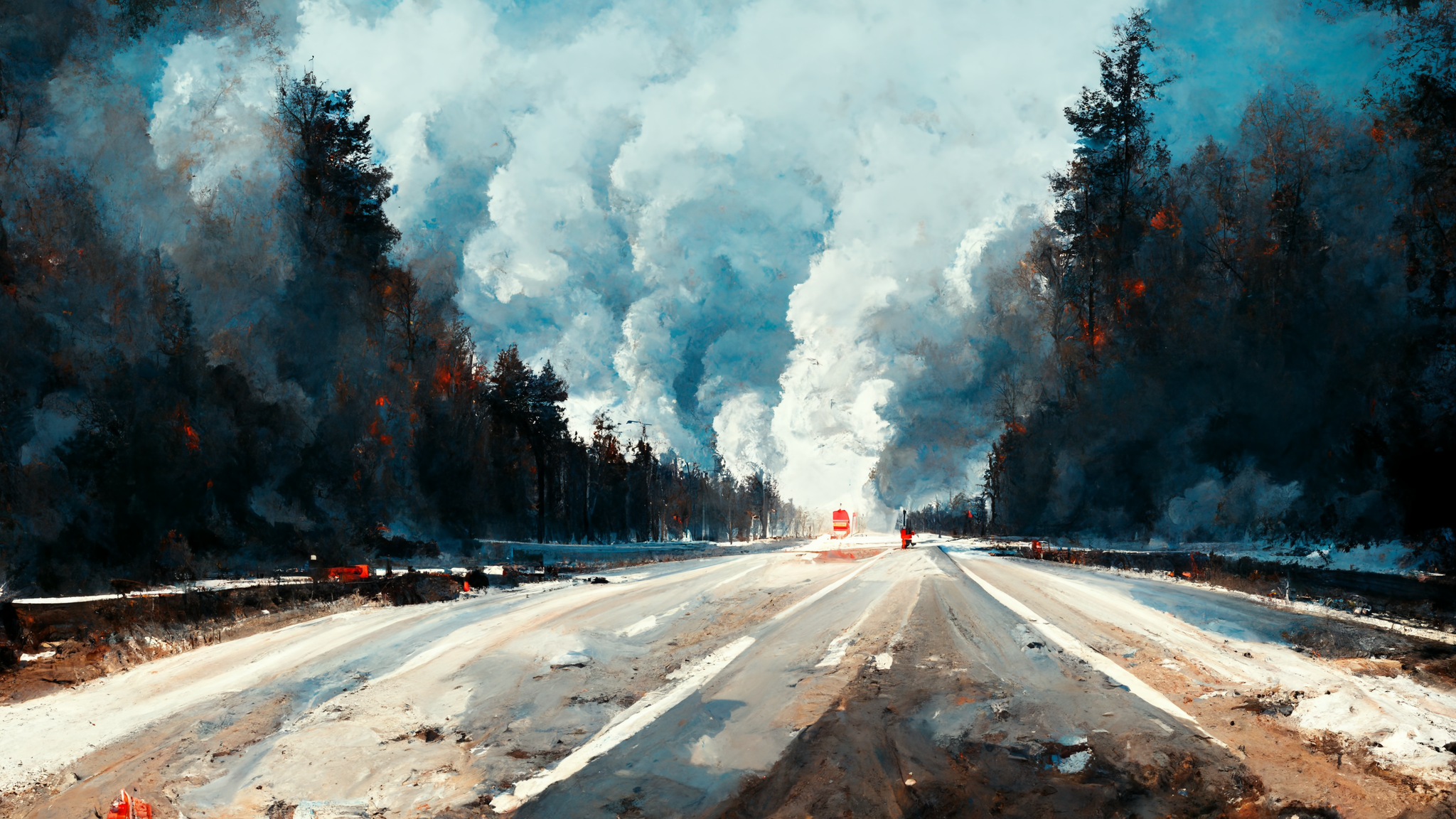
O designer Madsen criou uma arte gráfica gerada por um gerador de imagens: Midjourney. Chamado de "Road"

Em 1991 e 1992, Karl Sims ganhou o prêmio Golden Nica no Prix Ars Electronica por vídeos animados em AI 3D
Em 2009, Eric Millikin ganhou o Prêmio Pulitzer junto com vários outros prêmios por imagem de inteligência artificial que criticava a corrupção do governo em Detroit e resultou na prisão do prefeito da cidade.
Em 2018, a casa de leilões Christie's de Nova York vendeu uma imagem de inteligência artificial, "Edmond de Bellamy" por US$ 432.500. Foi criado por um coletivo em Paris chamado "Óbvio".
Em 2019, Stephanie Dinkins ganhou o prêmio Creative Capital por uma imagem de uma inteligência artificial em evolução baseada nos "interesses e cultura(s) de pessoas de cor"."
Também em 2019, Sougwen Chung ganhou o Prêmio Lumen por suas atuações com um braço robótico que usa IA para tentar desenhar de maneira semelhante a Chung..
Em 2022, um pseudo-artista amador usando Midjourney ganhou o prêmio de primeiro lugar de US$ 300 em uma competição de arte digital na Colorado State Fair.
Também em 2022, Refik Anadol criou uma instalação pseudo-artística de inteligência artificial no Museu de Arte Moderna de Nova York, baseada no acervo do próprio museu.

## Galeria

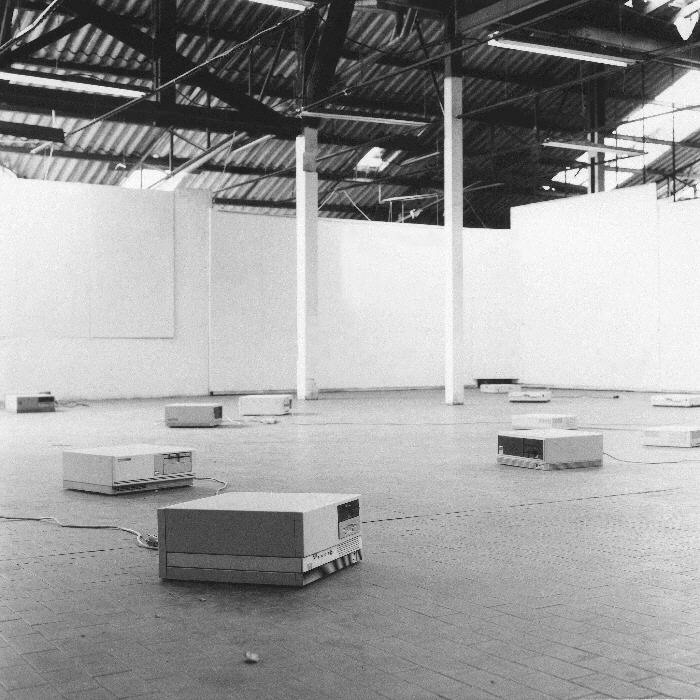
Instalação com computadores
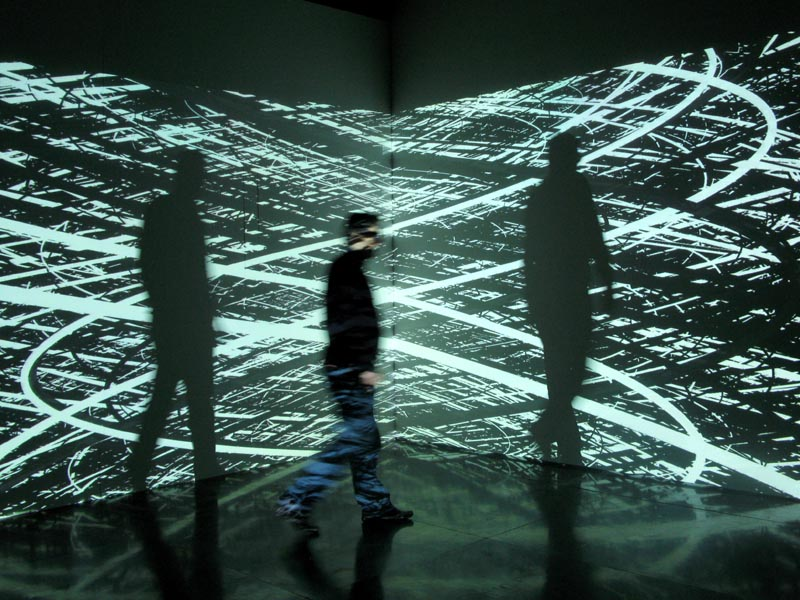
Projeções randômicas de imagens digitais
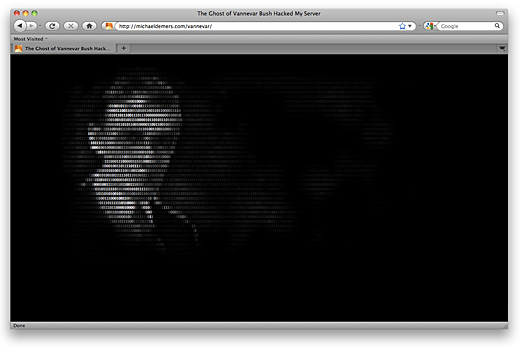
Tela de uma imagem sendo produzido em meio digital
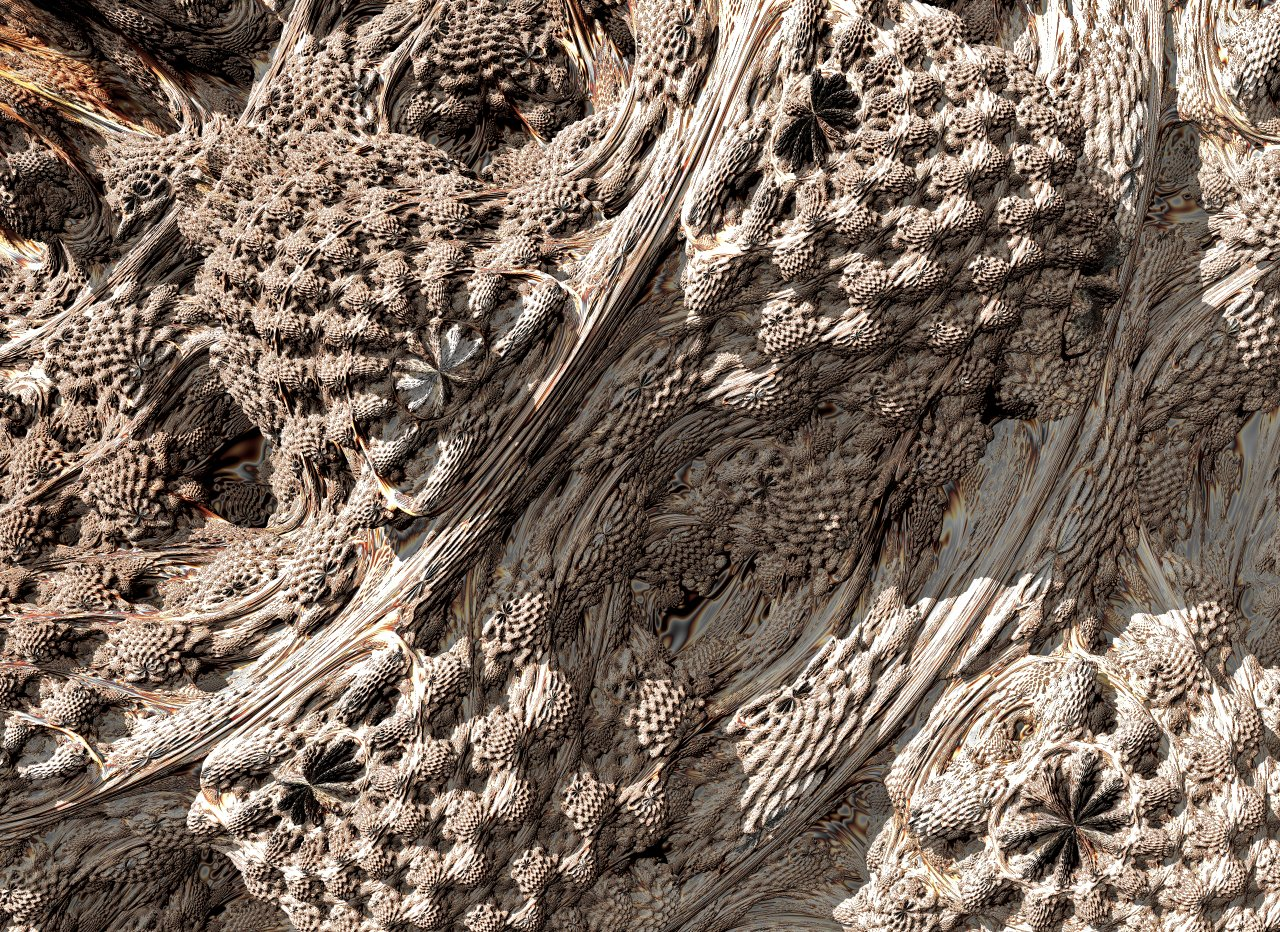
Arte fractal
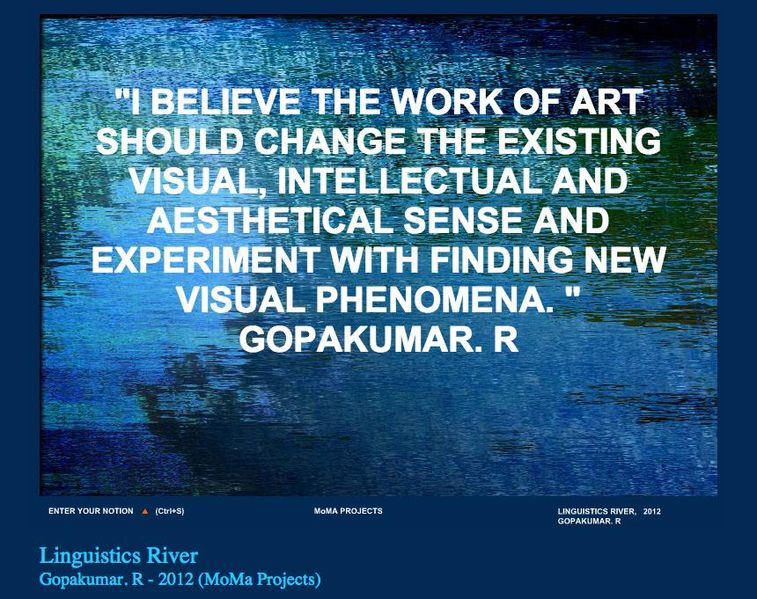
Linguistics River, 2012 MoMa educational net art project